# Cristian Layme Yujra
Cristian Layme Yujra (Puerto Carabuco, 9 de abril de 1988) es un pintor nacido en Bolivia, conocido principalmente por sus retratos surreales, los cuales evocan a su madre, la cultura aymara y temas medioambientales.

## Biografía
Cristian Layme estudió en la Academia Nacional de Bellas Artes Hernando Siles, en la especialidad de Pintura. También estudió la especialidad de escultura en la carrera de Artes Plásticas de la Universidad Pública de El Alto.Es considerado uno de los más destacados artistas emergentes bolivianos del último tiempo.Ha tenido exposiciones colectivas e individuales en varias ciudades de Bolivia. Internacionalmente ha expuesto en Nueva York y Paris.
La técnica que más utiliza es el óleo. 

## Premios
- Primer premio del VI SALÓN ANBA (2010)[13]
- Segundo premio del Concurso Nacional de Arte Pintura Alberto Montes de Oca (2012) [14]
- LXVI Salón Pedro Domingo Murillo (2018)
- Primer lugar de Pintura en la categoría Artes Plásticas del Premio Plurinacional Eduardo Abaroa (2013)[15]